# Rubinho
Rubens Fernando Moedim (* 4. srpna 1982, São Paulo, Brazílie), známý také jako Rubinho, je brazilský fotbalový brankář a bývalý mládežnický reprezentant, od ledna 2017 hráč klubu Calcio Como. 

Mimo Brazílii působil na klubové úrovni v Portugalsku a Itálii.

## Reprezentační kariéra
Rubinho nastupoval za brazilskou reprezentaci U20.

Zúčastnil se Mistrovství světa hráčů do 20 let 2001 v Argentině, kde mladí Brazilci vypadli ve čtvrtfinále s Ghanou (porážka 1:2).